# North Perry
North Perry és una població dels Estats Units a l'estat d'Ohio. Segons el cens del 2000 tenia 838 habitants.

## Demografia
Segons el cens del 2000, North Perry tenia 838 habitants, 302 habitatges, i 238 famílies. La densitat de població era de 83,2 habitants per km².
Per edats la població es repartia de la següent manera: un 26% tenia menys de 18 anys, un 6,9% entre 18 i 24, un 25,7% entre 25 i 44, un 29,4% de 45 a 60 i un 12,1% 65 anys o més.
L'edat mediana era de 40 anys. Per cada 100 dones de 18 o més anys hi havia 95,6 homes.
La renda mediana per habitatge era de 47.708 $ i la renda mediana per família de 51.875 $. Els homes tenien una renda mediana de 44.375 $ mentre que les dones 25.000 $. La renda per capita de la població era de 20.896 $. Aproximadament el 6% de les famílies i el 6% de la població estaven per davall del llindar de pobresa.

## Poblacions més properes
El següent diagrama mostra les poblacions més properes.